# Mitologia asteca

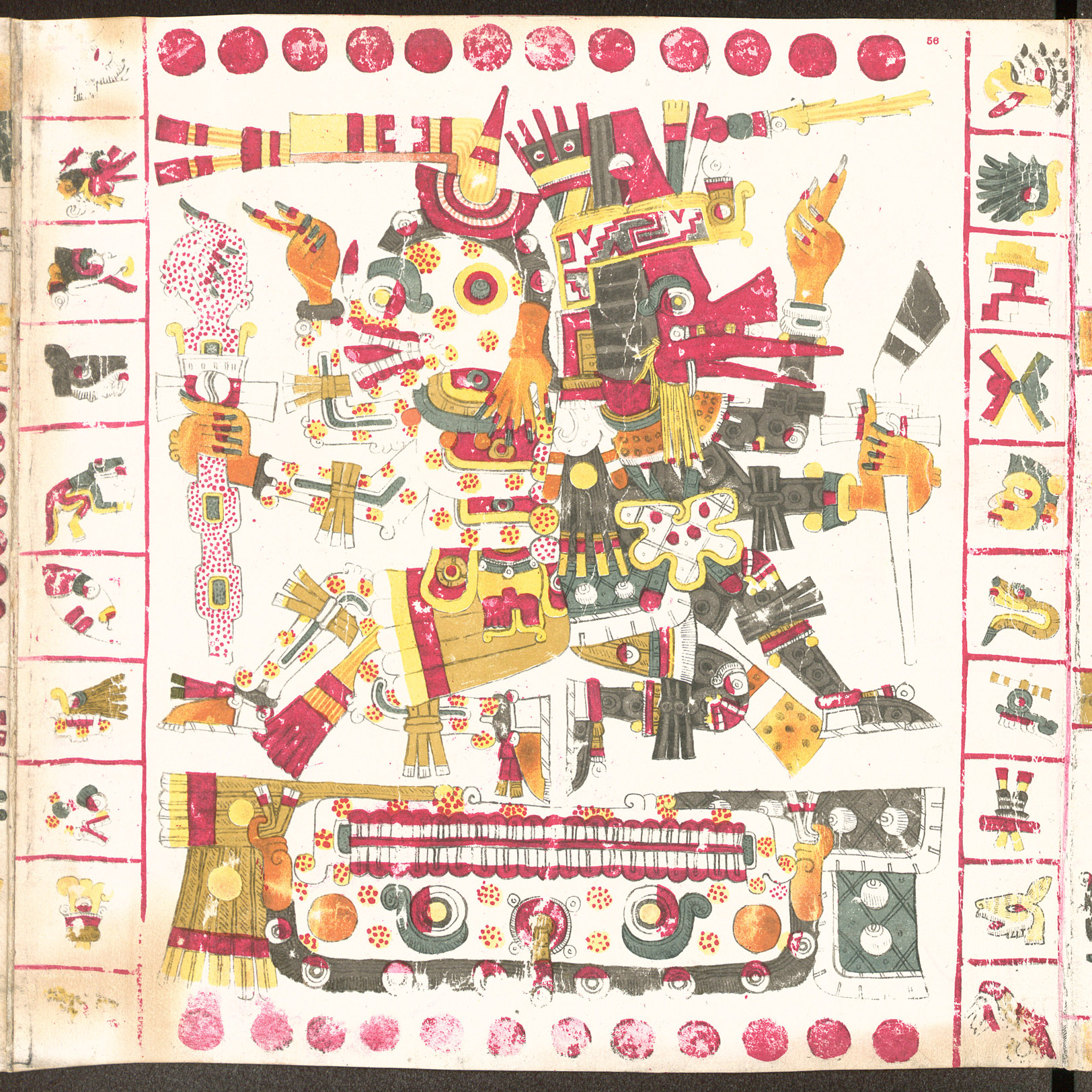
Mictlantecuhtli i Quetzalcoatl. Aquests déus simbolitzen la vida i la mort.

La mitologia asteca forma part de la civilització asteca. Aquesta mitologia té algunes característiques en comú amb la mitologia maia. Els asteques, originalment, eren una de les tribus nahues, i quan van arribar a la vall de Mèxic, van dur els seus propis déus. El més important n'era l'Huitzilopochtli, que significa «el colibri esquerre»; no obstant això, segons la Laurette Sejourne, en el llenguatge esotèric nàhuatl, es pot traduir com a «l'ànima del guerrer que ve del paradís». Quan van arribar a la vall de Mèxic, o vall de l'Anahuac, els asteques van intentar d'incorporar la cultura i els déus de les civilitzacions més avançades i la de civilitzacions més antigues com la tolteca. Així, van incloure Tlaloc, Tezcatlipoca i Quetzalcoatl. És un moviment civilitzador comparable amb els romans, que acceptaven les divinitats dels pobles colonitzats en el panteó, el conjunt de tots els éssers divins.
Tanmateix, alguns dirigents asteques com Tlacaelel van modificar la història per posar-hi el seu déu tribal Huitzilopochtli al mateix nivell que els altres déus nahues. A mesura que els asteques van començar a conquerir altres pobles, van acceptar nous déus, i enllaçaren les seves històries amb la dels déus que ja tenien. Segons Miguel León-Portilla, en l'època de la conquesta, els asteques eren en un procés de sincretisme, en què tots els déus serien només expressions de les potències d'una deïtat principal, Ometéotl & Omecihuatl.
Aquesta és una antiga parella de déus, que literalment significa «Senyor dos», «Senyora dos», però Léon-Portilla tradueix com «senyor/senyora de la dualitat» i implica un déu amb característiques femenines i masculines. Aquest déu és molt més antic que la civilització nahua i, segons algunes llegendes, és l'origen de tots els déus. Era poc conegut pel poble, però molt present en la poesia de les classes superiors se li rendia una espècie de culte. Una característica d'aquesta religió era que els déus que acompanyaven a Ometeotl eren mortals.
Els asteques al segle xvi XVI, tenien un panteó complex i diversificat d'un dos-cents déus i deesses. Es poden dividir en tres grups. Cadascú supervisa un dels tres aspectes de l'univers: el cel o el firmament; la pluja, la fertilitat i l'agricultura; i, finalment, guerra i sacrifici.

## Mite de creació
Ometeotl ho creà tot. Després de ser creats, quatre déus es batallaren entre ells per a dominar l'univers: Quetzalcóatl, Tezcatlipōca, Tlàloc i Chalchitlicue. El primer món fou governat per Tezcatlipoca i durà uns 676 anys. Era habitat per gegants. Quetzalcoatl li llevà el poder llançant-lo al mar i exterminant la població de gegants baix la forma d'un jaguar gegant.
El segon món fou governat per Quetzalcoatl. Era habitat per humans. Tezcatlipoca es venjà d'aquest creant una enorme tempesta que arrasa tot i transforma misteriosament els habitants en micos. El tercer món fou governat per Tlaloc i fou destruït per Quetzalcoatl amb una pluja ígnia. El quart món fou governat per Chalchiuhtlicue i habitat per humans. Un diluvi el destrueix desfent muntanyes i transformant els humans en peixos.
El món actual fou creat per Quetzalcoatl i Tezcatlipoca després que aquests es reconciliaren. Inicialment hi havia el cel sense llum i buit i la terra.

## Llista de déus i representacions
- Acolnahuacatl, vegeu Mictlantecuhtli.
- Atl, vegeu Chalchiuhtlicue.
- Ahuiateteo, déus dels excessos.
  - Macuilcozcacuauhtli, déu dels excessos.
  - Macuilcuetzpalin, déu dels excessos.
  - Macuilmalinalli, déu dels excessos.
  - Macuiltochtli, déu dels excessos.
  - Macuilxochitl, déu dels excessos.
- Amimitl, vegeu Opochtli.
- Amoxoaque, esperits homes dels arbres.
- Atlacoya, deessa de la sequera.
- Acuecueyotl, vegeu Chalchiuhtlicue.
- Acuecucyoticihuati, vegeu Chalchiuhtlicue.
- Ahuic, vegeu Chalchiuhtlicue.
- Apozonalotl, vegeu Chalchiuhtlicue.
- Atlacamani, vegeu Chalchiuhtlicue.
- Atlatotnan, vegeu Coatlicue.
- Ayauh, vegeu Chalchiuhtlicue.
- Ayauhteotl, vegeu Chalchiuhtlicue.
- Camaxtli, vegeu Xipe-Totec.
- Camaxtle, vegeu Xipe-Totec.
- Centzonmimixcoa]], 400 déus dels estels del nord.
  -  Quauitlicac]], ell és un dels déus dels estels del nord, fill de Coatlicue. Ell va ser qui va advertir sobre l'embrió Huitzilopochtli, sobre que els 400 fills de Coatlicue planejaven matar-la per evitar el naixement de Huitzilopochtli.
- Centzonhuitznahua]], 400 déus dels estels meridionals.
- Centzontotochtin]], 400 déus de l'embriaguesa. 12 déus són els més destacats.
  -  Tlilhua]], déu de l'embriaguesa.
  -  Yiauhtecatl]], déu de l'embriaguesa.
  -  Toltecatl]], déu de l'embriaguesa.
  -  Tlaltecayohua]], déu de l'embriaguesa.
  - Izquitecatl, déu de l'embriaguesa.
  -  Tezcatzoncatl]], déu de l'embriaguesa.
  - Mayahuel, deessa de l'agave. La saba dolça era considerada la seva sang. També és coneguda com «la dona dels 400 pits» per alimentar els seus fills, el Centzon Totochtin o «400 conills».[11]
  -  Patecatl]], déu del pulque.
  -  Tepoztecatl]], déu de l'embriaguesa.
  -  Papaztac]], déu de l'embriaguesa.
  -  Totoltecatl]], déu de l'embriaguesa.
  -  Colhuacatzincatl]], déu de l'embriaguesa.

- Centeotl (Chicomecoatl), deu del blat de moro.[11]
- Centeal (Centeotl).
- Centeotlcihuatl (Centeotl).
- Centeotltecutli (Centeotl).
- Cexochitl (Centeotl).
- Cinteteo]], déus del blat de moro.
  - Iztacuhca-Cinteotl, déu del blat de moro blanc.
  -  Cozauhca-Cinteotl]], déu del blat de moro groc.
  -  Tlatlauhca-Cinteotl]], déu del blat de moro vermell.
  -  Yayauhca-Cinteotl]], déu del blat de moro negre.
- Cinteotl]], déu de blat de moro.
- Cinteotlcihuatl (Centeotl).
- Cinteotltecuhtli (Centeotl).

- Citlalicue, deessa de les estavelles femelles (Via Làctia).
- Citlaltonac]], déu de les estavelles homes.
- Citlalmina, vegeu Citlalicue.
- Citlaxonecuilli (Ursa Major).
- Citlaltlachtli (Orion).
- Citlalcolotl (Scorpio).
- Citlalozomahtli (Cepheus, Ursa Minor i Draco).
- Citlalmiquiztli (Sagittarius i Corona Australis).
- Citlalhuitzitzilin (Columba i Lepus).
- Citlalmazatl (Eridanus i Fornax).
- Citlaltlachtli (Gemini).
- Citlalolli (constel·lació del Lleó).
- Citlalcuetzpalli (Andròmeda i Pegàs)
- Citlaltecpatl (Piscis Austrinus i Grus)
- Citlalxonecuilli (Auriga i Perseu)
- Cipactonal]], déu del dia.
- Les Cihuateteo, esperits femenins encarnats.
- Civatateo.
- Cihuacohuatl.
- Cihuateotl.
- Cihuacoatl, deessa dels parts i guia recol·lectora d'ànimes.
- Cuecaltzin, vegeu Xiuhtecutli.
- Chalchiutotolin]], déu de les malalties.
- Txalytxiuhtlicue, deessa de l'aigua, patrona dels llacs, dels rius, dels mars, de les fonts fluvials, de les tempestes i del naixement.[11]
- Chalchihcueye.
- Chimalma, deessa de la fertilitat, patrona de la vida i de la mort, guia del renaixement.
- Chalmecateuctli.
- Chalmecacihuatl.
- Chantico]].
- Chicahualizteotl.
- Les Chicomecoatl, deessa de l'agricultura.
- Chiutcoatl (Chicomecoatl)
- Les Coatlicue, deessa de la fertilitat, patrona de la vida i de la mort, guia del renaixement.
- Coatlantonan.
- Les Coyolxauhqui, deessa de la lluna.
- Ehecatl, déu del vent. Ehecatl és ocasionalment confós amb Quetzalcoatl quan utilitza els seus atributs el diue Quetzalcoatl-*Ehecatl.
- Ehecacoamixtli (Ehecatotontli)
- Ehecatotontli, déus dels vents.
  -  Mictlanpachecatl]], déu del vent del nord.
  -  Cihuatecayotl]], déu del vent de l'oest.
  -  Tlalocayotl]], déu del vent de l'esti de la pluja. Associat amb la fertilitat i l'agricultura, remunta a Teotihuacan, els olmeques i les civilitzacions maies.[11]
  -  Vitztlampaehecatl]], déu del vent del sud.
- Huitzilopochtli, déu de la voluntat, patró de la guerra, del foc i del sol, el regidor del Sud.[11]
- Huitzilincuatec, vegeu Cihuacoatl.
- Huehuecoyotl, déu de la vellesa.
- Huehueteotl, vegeu Xiuhtecutli.
- Huehuetiliztli, vegeu Xiuhtecutli.
- Huixtocihuatl, deessa de sal.
- Icnopiltzin, vegeu Centeotl.
- Icozauqui, vegeu Cipactonal.
- Ilancueitl, vegeu Cihuacoatl.
- Ilamatecuhtli]], vegeu Cihuacoatl.
- Itzpapalotltotec]], déu del sacrifici.
- Itzpapalotlcihuatl, deessa del sacrifici.
- Inaquizcaotl, vegeu Huitzilopochtli.
- Ixtlilton]], déu de la medicina.
- Ixtlilxochitl, vegeu Ixtliton.
- Ixcozauhqui, vegeu Xiuhtecutli.
- Les Ixcuiname, deesses de la líbido.
  - Tiacapan, deessa de la passió sexual.
  - Teicu, deessa de l'apetit sexual.
  - Tlaco, deessa d'anhel sexual.
  - Xocotzin, deessa del desig sexual.
- Ixcuinan, vegeu Tlazolteotl.
- Ixcuina, vegeu Tlazolteotl.
- Ixquimilli, vegeu Tlahuizcalpantecuhtli.
- Ipalnemohuani, vegeu Ometeotl.
- Iztauhqui-Tezcatlipoca, vegeu Quetzalcoatl.
- Iztaccenteotl, vegeu Centeotl.
- Iztacoliuhqui, vegeu Tlahuizcalpantecuhtli.
- Koatlikueitl, vegeu Coatlicue.
- Nanahuatl, vegeu Tonatiuh.
- Necocyaotl, vegeu Tezcatlipoca.
- Nexoxcho, deessa de la por.
- Nextepehua]], déu de les cendres.
- Nonoalco, vegeu Tlaloc.
- Nonohualco, vegeu Tlaloc.
- Macuiltonaleque, vegeu Ahuiateteo.
- Macuilxochitl, vegeu Xochipilli.
- Malinalxochitl, bruixa o deessa de les serps, dels escorpins i dels insectes del desert.
- Mayahuel, deessa de l'agave.
- Matlalcueye, vegeu Chalchiuhtlicue.
- Metztli, deessa de la Lluna.
- Mextli, vegeu Huitzilopochtli.
- Mezitl, vegeu Huitzilopochtli.
- Miccapetlacalli, vegeu Mictecacihuatl.
- Mictlantecuhtli]], déu de l'inframón.
- Mictecacihuatl, deessa de l'inframón.
- Mictecacioatl, vegeu Mictecacihuatl.
- Mictecacihuatl, vegeu Mictecacihuatl.
- Mictlan, vegeu Mictlantecuhtli.
- Mictlantli, vegeu Mictlantecuhtli.
- Mictlancihuatl, vegeu Mictecacihuatl.
- Miccapetlacalli, deessa de la tomba.
- Milintoc, vegeu Xiuhtecutli.
- Mixcoatl]], déu de la guerra i de la cacera.
- Miquiztlitecuhtli]], déu de la mort.
- Miquizyaotl, vegeu Tezcatlipoca.
- Moyocoyan, vegeu Ometeotl.
- Opochtli, déu de la pesca.
- Omacatl, vegeu Tezcatlipoca.
- Ometéotl, déu de la dualitat.
- Ometecuhtli, déu de la substància.
- Omecihuatl, deessa de la substància.
- Omeyotl, vegeu Ometeotl.
- Ometeoltloque, vegeu Ometeotl.
- Omiteotl-Inaquizcaotl, vegeu Huitzilopochtli.
- Oxipe, vegeu Xipe-Totec.
- Oxomo, deessa de la nit.
- Oxomoco, vegeu Oxomo.
- Piltzintecuhtli]], déu dels temporals.
- Patecatl]], déu del Pulque.
- Painal]], missatger de Huitzilopochtli.
- Painalton, vegeu Painal.
- Paynal, vegeu Painal.
- Paynalton, vegeu Painal.
- Quilaztli, vegeu Cihuacoatl.
- Quetzalcoatl]], déu de la saviesa, de la vida, del coneixement, de l'alba, de la fertilitat, patró dels vents i de la llum, el regidor de l'Oest.[11]
- Quetzalcoatl-Ehecatl, vegeu Quetzalcoatl.
- Tecciztecatl, vegeu Metztli.
- Techimaltini, vegeu Tezcatlipoca.
- Teicu, vegeu Tlazolteotl.
- Temazcalteci, deessa de la maternitat.
- Temazkaltezi, vegeu Temazcalteci.
- Teteoinnan, vegeu Coatlicue.
- Tetevinan, vegeu Coatlicue.
- Tetzauhteotl, vegeu Huitzilopochtli.
- Tetzahuitl, vegeu Huitzilopochtli.
- Teteucxipe, vegeu Xipe-Totec.
- Teonexquimilli, vegeu Tezcatlipoca.
- Teotlale]], déu dels deserts.
- Teoyaominqui, vegeu Cihuacoatl.
- Teoyaotlatohua, vegeu Cihuacoatl.
- Teoyaomqui, vegeu Cihuacoatl.
- Teoxonecuilli, vegeu Tezcatlipoca.
- Tepeyollotl]], déu de les muntanyes i dels ressons.
- Tezcatlipoca]], déu de la providència, de la matèria i de l'invisible, patró de la nit, de l'Ossa Major, de l'impalpable, de la ubiqüitat i del crepuscle, el regidor del Nord. En molts aspectes era el contrari del seu germà, Quetzalcóatl.[11]
- Tezcatzoncatl]], déu de l'embriaguesa.
- Tetzauhcihuatl, vegeu Tzitzimime.
- Tezauhcihuame, vegeu Tzitzimime.
- Tiacapan, vegeu Tlazolteotl.
- Les Tianquiztli, deesses de les Plèiades)
- Titlacauan o Tezcatlipoca.
- Tititlo Cihuacoatl.
- Tlatlauhquicenteotl o Centeotl.
- Tlatlauhqui-Tezcatlipoca o Xipe-Totec.
- Tlatlauhcatezcatlipoca o Xipe-Totec.
- Tlaloccantecutli o Tlaloc.
- Tlaloctlamacazqui o Tlaloc.
- Tlalli-iyollo o Temazcalteci.
- Tlaliyolo o Temazcalteci.
- Tlaltetecuin o Ixtliton.
- Tlacaxipehualiztli o Xipe-Totec.
- Tlaco o Tlazolteotl.
- Tlacotzontli]], déu del camí matutí.
- Tlatlauhca-Cinteotl]], déu de blat de moro vermell.
- Tlazolteotl, deessa de la luxúria i dels amors il·lícits, patrona de la incontinència, de la luxúria, de l'adulteri, del sexe, de les passions i de les transgressions morals.
- Tlazolcuani o Tlazolteotl.
- Tlaculteotl o Tlazolteotl.
- Tlaltecutli, déu de la terra, dona i pren la vida, li fa menester moltes vides.[11]
- Tlalcihuatl, deessa de la terra.
- Tlahuizcalpantecuhtli]], déu de l'Aurora (Venus).
- Tlaloc]], déu del llamp, de la pluja i dels terratrèmols.
- Tlaloques]], déus de les gotes.
- Les Tlaloquetotontli, deesses dels rius.
- Tlacanexquimilli.
- Tlacatecolotl.
- Tlalchitonatiuh.
- Tlalocayotl]], déu del vent de l'Est.
- Tlanempopoloa.
- Tliltecuhtli.
- Tloquenahuaque.
- Tloque.
- Tloque-Nahuaque.
- Tlaque-Nahuaque
- Tloxipeuhca]], déu dels agricultors.
- Tonatiuh]], déu del Sol. És un déu nutritiu que dona calidesa i fertilitat a la genta bescanvi de sang de sacrifici. Era el patró dels guerrers. La cara de Tonatiuh és al centre de la pedra solar asteca.[11]
- Tonalleque]], esperits masculins encarnats que van morir durant la batalla, eren considerats com els enviats del Mictlán
- Toci
- Tocitzin
- Tocicuahuill
- Tolotzin]], déu de las matlatzincas.
- Tonacatecuhtli]], déu de l'aliment.
- Tonacacihuatl, deessa de l'aliment.
- Tonacajoha, vegeu Centeotl.
- Tonacayohua, vegeu Centeotl.
- Tonantzin, vegeu Coatlicue.
- Tzapotlatena, deessa de la naturaleza.
- Tzitzimime]], esperits estel·lars.
  - Els Iztacuhca-Tzitzimitl, esperits estel·lars blancs.
  - Els Tlatlauhca-Tzitzimitl, esperits estel·lars vermells.
  - Els Cozauhca-Tzitzimitl, esperits estel·lars grocs.
  - Els Xoxouhca-Tzitzimitl, esperits estel·lars blaus.
- Tzinteotl, vegeu Centeotl.
- Tzontemoc, vegeu Mictlantecuhtli.
- Uitzilopochtli, vegeu Huitzilopochtli.
- Vitztlampaehecatl]], déu del vent del sud.
- Viveteutl, vegeu Xiuhtecutli.
- Xalxitlikue, vegeu Chalchiuhtlicue.
- Xantico, deessa del fogó.
- Xipe-Totec]], déu de la força, patró de la guerra,}} de l'agricultura, del vent de l'oest,[12] de la vegetació, de la malalties, de les estacions, del renaixement, de la cacera, dels orfebres i de la primavera, el regidor de l'est.[11] El seu nom significa "El que no té corfa".[12]
- Xilonen, vegeu Chicomecoatl.
- Xilonemin, vegeu Chicomecoatl.
- Xiuhtecuhtli]], déu del foc. El seu nom significa "Senyor Turquesa".[13]
- Xiuhteteo (Xiuhtotontli)
- Xiuhtotontli]], déus dels focs.
  -  Xiuhtecuhtli-Iztacuhqui]], déu del foc blanc.
  -  Xiuhtecuhtli-Tlatlauhqui]], déu del foc vermell.
  -  Xiuhtecuhtli-Cozauhqui]], déu del foc groc.
  -  Xiuhtecuhtli-Xoxoauhqui]], déu del foc blau.
- Xixiquipilihui, vegeu Chalchiuhtlicue.
- Xiuhtototl, vegeu Xiuhtecutli.
- Xoaltecuhtli]], déu del somni.
- Xochipilli]], déu de l'amor, de les flors i de la fertilitat, patró de l'art, dels jocs, del ball, del blat de moro i de la música.
- Xochiquetzal, deessa de la bellesa, de les flors i de la fertilitat, patrona de les joves, de l'embaràs, dels parts i dels oficis de les dones.
- Xochiquetzalli: vegeu Xochiquetzal.
- Xochcua]], déu de la deforestación.
- Xochitlicue, deessa de la fertilitat, patrona de la vida i de la mort, guia del renaixement.
- Xocotzin, vegeu Tlazolteotl.
- Xolotl]], déu de l'Ocàs.
- Xoxouhquicenteotl, vegeu Centeotl.
- Xucotzin, vegeu Tlazolteotl.
- Yacatecuhtli]], déu del comerç i de l'intercanvi.
- Ybebeyoban, vegeu Xiuhtecutli.
- Yoalticitl, deessa dels bressols.
- Yayauhqui-Tezcatlipoca, vegeu Tezcatlipoca.
- Yaotl, vegeu Tezcatlipoca.
- Yaocihuatl, vegeu Cihuacoatl.
- Yaotecuhtli, vegeu Huitzilopochtli.
- Yaotzin, vegeu Huitzilopochtli.
- Yoaltecuhtli, vegeu Tezcatlipoca.
- Yoalehecatl, vegeu Tezcatlipoca.
- Yoaltizitl, vegeu Temazcalteci.
- Yohualli, vegeu Ometeotl.
- Yxcocauhqui, vegeu Xiuhtecutli.
- Zacatzontli]], déu del camí diürn.
- Ziuateotl, vegeu Temazcalteci.

## Els grups
| - Els déus aquàtics - Tlaloc, déu del raig, de la pluja i dels terratrèmols. - Chalchiuhtlicue, dea de l'aigua, patrona dels llacs, dels rius, dels mars, de les fonts fluvials, de les tempestes i del baptisme. - Huixtocihuatl, dea de la sal. - Opochtli, déu de la pesca. - Els Tlaloques, déus de les gotes. - Les Tlaloquetotontli, dees dels rius. - Els déus ignis - Xiuhtecuhtli, déu del foc. - Xantico, dea del fogó. - Xiuhtecuhtli-Iztacuhqui, déu del foc blanc. - Xiuhtecuhtli-Tlatlauhqui, déu del foc vermell. - Xiuhtecuhtli-Cozauhqui, déu del foc groc. - Xiuhtecuhtli-Xoxoauhqui, déu del foc blau. - Els déus celestes - Tezcatlipoca, déu de la providència, de la matèria i de l'invisible, patró de la nit, de l'Ossa Major, de l'impalpable, de la ubiqüitat i del crepuscle, el regidor del Nord. - Xipe-Totec, déu de la força, patró de la guerra, de l'agricultura, de la vegetació, de la malalties, de la primavera, del renaixement, de la cacera, dels oficis i de les estacions, el regidor de l'Est. - Quetzalcoatl, déu de la saviesa, de la vida, del coneixement, de l'alba, de la fertilitat, patró dels vents i de la llum, el regidor de l'Oest. - Huitzilopochtli, déu de la voluntat, patró de la guerra, del foc i del sol, el regidor del Sud. - Ehecatl, déu del vent. - Ehecatotontli, déus dels brises. - Mictlanpachecatl, déu del vent del nord. - Cihuatecayotl, déu del vent de l'oest. - Tlalocayotl, déu del vent de l'est. - Vitztlampaehecatl, déu del vent del sud. - Cipactonal, déu del dia. - Oxomo, dea de la nit. - Coyolxauhqui, dea de la Lluna. - Meztli, dea de la Lluna - Tonatiuh, déu del Sol. - Les Tianquiztli, dees de les Plèiades. - Citlalicue, dea de les estavelles femelles (Via Làctia). - Citlaltonac, déu de les estavelles homes. - Citlalmina (Citlalicue). - Citlaxonecuilli (Ossa Major). - Citlaltlachtli (Orió). - Citlalcolotl (Scorpio). - Citlalozomahtli (Constel·lació de Cefeu, Ossa Menor i Constel·lació del Dragó). - Citlalmiquiztli (Constel·lació del Sagitari i Corona Austral). - Citlalhuitzitzilin (Constel·lació de Coloma i Lepus). - Citlalmazatl (Eridanus i Fornax). - Citlaltlachtli (Bessons). - Citlalolli (constel·lació del Lleó). - Citlalcuetzpalli (Andròmeda i Constel·lació del Pegàs). - Citlaltecpatl (Peix Austral i Constel·lació de la Grua). - Citlalxonecuilli (Auriga i Constel·lació de Perseu). - Els Centzonmimixcoa, 400 déus dels estels del Nord. - Els Centzonhuitznahua, 400 déus dels estels del Sud. - Tlahuizcalpantecuhtli, déu de l'aurora (Venus). - Xolotl, déu de l'ocàs. - Els Senyors de la Nit - Xiuhtecuhtli, déu del foc. - Itztli, déu del sacrifici. - Piltzintecuhtli, déu dels temporals. - Cinteotl, déu de blat de moro. - Mictlantecuhtli, déu de l'inframón. - Chalchiuhtlicue, dea de l'aigua, patrona dels llacs, dels rius, dels mars, de les fonts fluvials, de les tempestes i del baptisme. - Tlazolteotl, dea de la luxúria i dels amors il·lícits, patrona de la incontinència, de l'adulteri, del sexe, de les passions, de la carnalitat i de les transgressions morals. - Tepeyollotl, déu de les muntanyes i dels ressons. - Tlaloc, déu del raig, de la pluja i dels terratrèmols. | - Els Senyors del Dia - Xiuhtecuhtli, déu del foc. - Tlaltecuhtli, déu de la terra. - Chalchiuhtlicue, dea de l'aigua, patrona dels llacs, dels rius, dels mars, de les fonts fluvials, de les tempestes i del baptisme. - Tonatiuh, déu del sol. - Tlazolteotl, dea de la luxúria i dels amors il·lícits, patrona de la incontinència, de l'adulteri, del sexe, de les passions, de la carnalitat i de les transgressions morals. - Mictlantecuhtli, déu de l'inframón. - Cinteotl, déu de blat de moro. - Tlaloc, déu del raig, de la pluja i dels terratrèmols. - Quetzalcoatl, déu de la saviesa, de la vida, del coneixement, de l'alba, de la fertilitat, patró dels vents i del cel il·luminat, el regidor de l'Oest. - Tezcatlipoca, déu de la providència, de la matèria i de l'invisible, patró de la nit, de l'Ossa Major, de l'impalpable, de la ubiqüitat i del crepuscle, el regidor del Nord. - Mictecacihuatl, dea de l'inframón. - Tlahuizcalpantecuhtli, déu de l'aurora (Venus). - Citlalicue, dea dels estels (Via Làctia). - Els déus terrestres - Tonacatecuhtli, déu de l'aliment. - Tonacacihuatl, dea de l'aliment. - Tlaltecuhtli, déu de la terra. - Tlalcihuatl, dea de la terra. - Chicomecoatl, dea de l'agricultura. - Centeotl (Chicomecoatl). - Cinteotl, déu de blat de moro. - Els Cinteteo, déus del blat de moro. - Iztacuhca-Cinteotl, déu del blat de moro blanc. - Cozauhca-Cinteotl, déu del blat de moro groc. - Tlatlauhca-Cinteotl, déu del blat de moro vermell. - Yayauhca-Cinteotl, déu del blat de moro negre. - Tlacotzontli, déu del camí matutí. - Zacatzontli, déu del camí diürn. - Tzapotlatena, dea de la natura. - Tepeyollotl, déu de les muntanyes i dels ressons. - Teotlale, déu dels deserts. - Xochipilli, déu de l'amor, de les flors i de la fertilitat, patró de l'art, dels jocs, del ball, del blat de moro i de la música. - Xochiquetzal, dea de la bellesa, de les flors i de la fertilitat, patrona de les joves, de l'embaràs, dels parts i dels oficis de les dones. - Les dees matrones - Coatlicue, dea de la fertilitat, patrona de la vida i de la mort, guia del renaixement. Segons versions alternes a la cosmologia, és la mare gestant de Huitzilopochtli. - Chimalma, dea de la fertilitat, patrona de la vida i de la mort, guia del renaixement. Segons versions alternes a la cosmologia, és la mare gestant de Quetzalcoatl. - Xochitlicue, dea de la fertilitat, patrona de la vida i de la mort, guia del renaixement. - Els patrons de la guerra - Mixcoatl, déu de la guerra i de la cacera. - Xipe-Totec, déu de la força, patró de la guerra, de l'agricultura, de la vegetació, de la malaltia, de la primavera, del renaixement, de la cacera, dels oficis i de les estacions, el regidor de l'Est. - Tlaloc, déu del raig, de la pluja i dels terratrèmols. - Xiuhtecuhtli, déu del foc. - Els patrons dels viatgers - Huehuecoyotl. - Zacatzontli, déu del camí diürn. - Yacatecuhtli, déu del comerç i de l'intercanvi. - Tlacotzontli, déu del camí matutí. - Tlazolteotl, dea de la luxúria i dels amors il·lícits, patrona de la incontinència, de l'adulteri, del sexe, de les passions, de la carnalitat i de les transgressions morals. - Tonatiuh, déu del Sol. |

## Els Monstres
- Els Ahuízotl.

## Cosmografia
La Terra està situada, segons els mites dels asteques, entre una sèrie de nivells celestes i uns mons inferiors.
- Mictlan: terra dels morts.